# Latin Pop Albums
De Latin Pop Albums (ook wel Top Latin Pop Albums) is een hitlijst die gepubliceerd wordt door Billboard. De lijst omvat statistieken van latin pop-albums die populair zijn in de Verenigde Staten. De gegevens zijn gebaseerd op verkoopcijfers, die samengesteld zijn door Nielsen SoundScan.